# Thomas Olde Heuvelt
Thomas Olde Heuvelt (16 de abril de 1983) es un escritor holandés. Sus cuentos han recibido el Premio Hugo al mejor relato, el Premio Paul Harland, y ha sido nominado para dos adicionales Premios Hugo y un Premio Mundial de Fantasía.
Olde Heuvelt nació en Nimega, Países Bajos. Estudió literatura inglesa y americana en la Universidad Radboud de Nimega y en la Universidad de Ottawa en Canadá. En muchas entrevistas, recuerda que los héroes literarios de su niñez eran Roald Dahl y Stephen King, quién creó en él un amor para ficción siniestra y oscura. Más tarde descubrió los trabajos de una gama más ancha de escritores contemporáneos como Jonathan Safran Foer, Carlos Ruiz Zafón, Neil Gaiman, y Yann Martel, quien  llama sus influencias más grandes.

## Carrera
Heuvelt Escribió su novela de debut De Onvoorziene en holandés cuando tenía diecinueve años. Fue publicado con una impresión pequeña en 2002, y seguido en 2004 por PhantasAmnesia, una novela de 600 páginas en la cual combina horror con humor y sátira. Desde entonces 2008, sus novelas han sido publicadas con una casa editorial holandesa importante Luitingh-Sijthoff.
Heuvelt es un ganador múltiple del Premio Paul Harland  para mejor novela de ficción fantástica holandesa (2009 y 2012). Traducido a inglés, su cuento "El Chico Quiénes no Lanzan Ninguna Sombra", publicado por PS Publicando en el Reino Unido, estuvo nominado para el Premio Traducción de Fantasía & de Ficción de Ciencia  en 2012. La misma historia estuvo nominada para el Hugo Premio para Mejor Novelette en 2013.
En abril de 2013, Tor Books lanzó su historia «Los Lectores de Tinta de Doi Saket» como un e-book. Fue nominado para el Hugo Premio para Cuento Mejor y el Premio de Fantasía Mundial en 2014.
El libro de Heuvelt «El Día el Mundo Giró Al revés», publicado en la revista Lightspeed, ganó el Premio Hugo al mejor relato en 2015.
En 2016, Heuvelt debuta como escritor con la novela HEX siendo publicado en los EE. UU. por Tor Libros y en el Reino Unido y Australia por Hodder y Stoughton. Novelista de horror Stephen King escribió un tuit sobre el libro, llamándolo "totalmente, brillantemente original". La publicación estuvo seguida viaje de seis semanas visita a través de los EE. UU.

## Honores
- 2005 Premio Paul Harland (Premio de Debut) para De kronieken furgoneta een weduwnaar [la cita necesitada]
- 2009 Premio Paul Harland (Ganador) para El Chico Quiénes no Lanzan Ninguna Sombra (versión holandesa) [la cita necesitada]
- 2012 Premio Paul Harland (Ganador) para Fishbowl Universo (versión holandesa)[7]
- 2012 Ficción de Ciencia & Premios de Traducción de la Fantasía (Honorable Menciona, junto con Carlos Ruiz Zafón) para El Chico Quiénes no Lanzan Ninguna Sombra (EE. UU.)
- 2013 Premio Hugo (Nominado) para El Chico Quiénes no Lanzan Ninguna Sombra
- 2014   Premio Hugo (Nominado) para Los Lectores de Tinta de Doi Saket
- 2014   Premio Fantasía Mundial (Nominado) para Los Lectores de Tinta de Doi Saket
- 2015   Premio Hugo (Ganador) para El Día el Mundo Giró Al revés[8]